# Paul Arthurs
Paul „Bonehead” Arthurs (ur. 23 czerwca 1965 w Manchesterze) – gitarzysta grupy Oasis. Był jednym z założycieli zespołu wraz z Paulem McGuiganem, Tonym McCarollem i Liamem Gallagherem.
Odszedł z kapeli w trakcie sesji nagraniowej do albumu Standing on the Shoulder of Giants, został zastąpiony przez Gema Archera.
Jest multiinstrumentalistą. W nagraniach Oasis grał także na pianinie, melodyce i akordeonie. Kilkakrotnie wystąpił także jako gitarzysta basowy. Aktualnie związany z zespołem Vortex.